# Chauvé
Chauvé (bretonisch: Kalveg) ist eine französische Gemeinde mit 3.035 Einwohnern (Stand: 1. Januar 2022) im Département Loire-Atlantique in der Region Pays de la Loire. Sie gehört zum Arrondissement Saint-Nazaire und zum Kanton Pornic. Die Einwohner werden Chauvéens genannt.

## Geographie
Die Gemeinde Chauvé liegt acht Kilometer nordöstlich der Küstenstadt Pornic und etwa 35 Kilometer westlich von Nantes in der historischen Landschaft Pays de Retz südlich des Ästuars der Loire. Am Südrand der Gemeinde führt der Canal de Haute Perche entlang. Umgeben wird Chauvé von den Nachbargemeinden Saint-Père-en-Retz im Nordwesten und Norden, Saint-Viaud im Norden, Chaumes-en-Retz im Osten und Südosten sowie Pornic im Süden und Westen. Im Norden der Gemeinde Chauvé steht ein Windpark mit sechs Windkraftanlagen.

## Bevölkerungsentwicklung
| Jahr                       | 1962 | 1968 | 1975 | 1982 | 1990 | 1999 | 2006 | 2012 | 2022 |
| -------------------------- | ---- | ---- | ---- | ---- | ---- | ---- | ---- | ---- | ---- |
| Einwohner                  | 1337 | 1307 | 1238 | 1348 | 1589 | 1702 | 2253 | 2604 | 3035 |
| Quellen: Cassini und INSEE |      |      |      |      |      |      |      |      |      |

## Sehenswürdigkeiten
- Kirche Saint-Martin
- Mehrere Menhire, u. a. der La Pierre-Le-Matz (Monument historique seit 1989) und der Pierre de la Croterie.
- Mehrere Herrenhäuser aus dem 15. und 16. Jahrhundert
- Schloss Terre-Neuve, 1768 bis 1770 erbaut

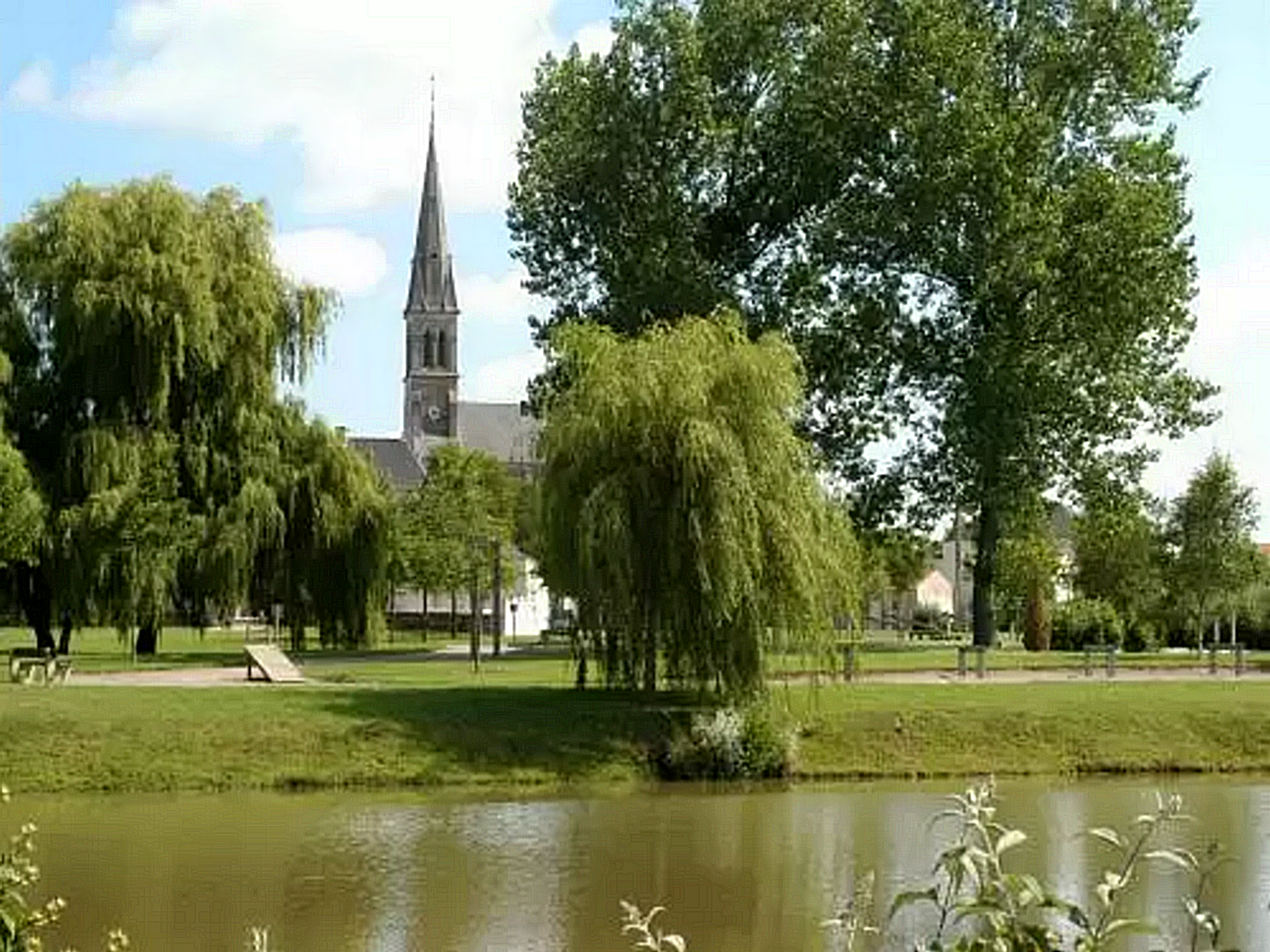
Blick auf die Kirche Saint-Martin
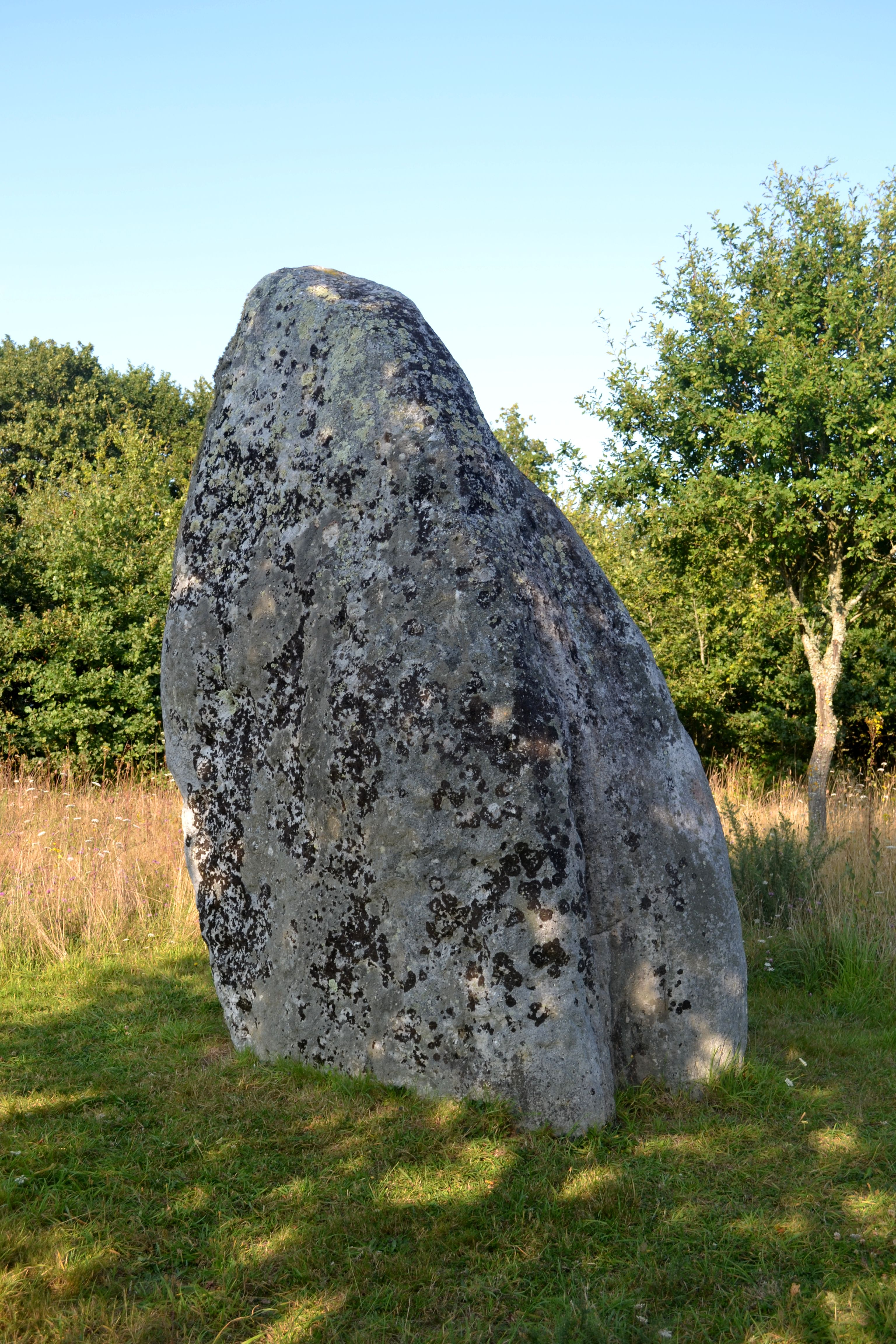
La Pierre-Le-Matz
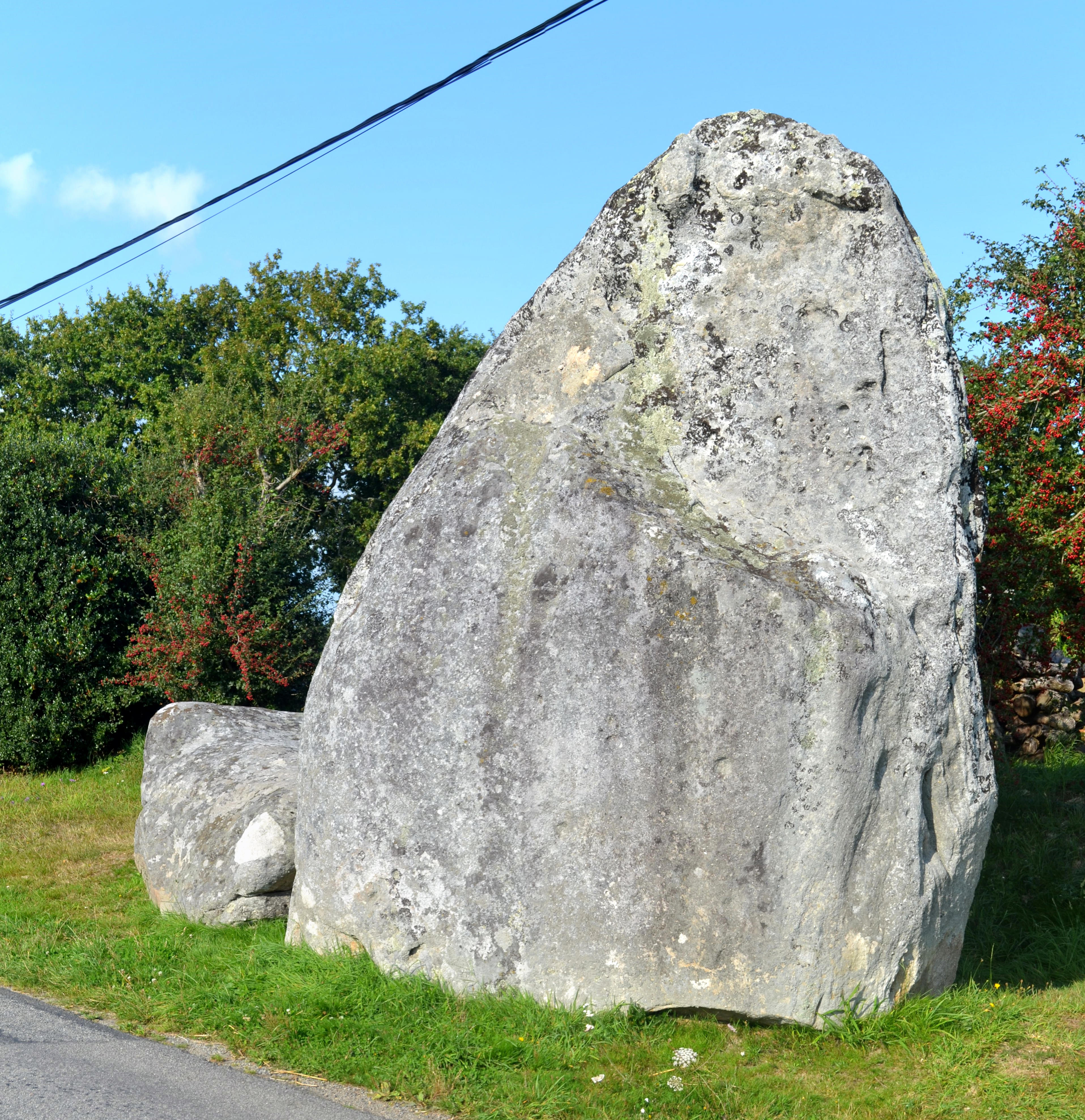
Menhir de Chevanou in La Croterie
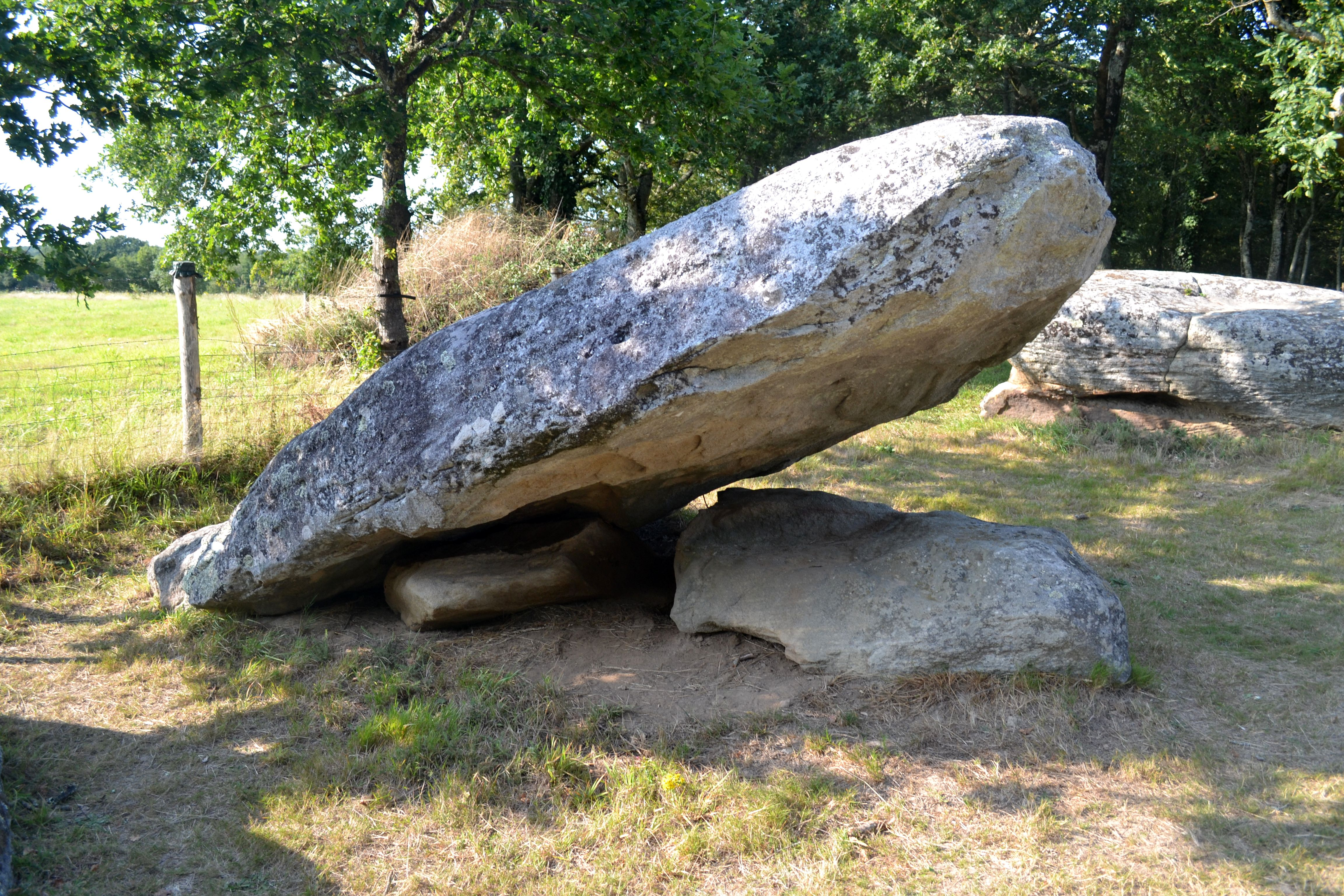
Menhirs des Platennes
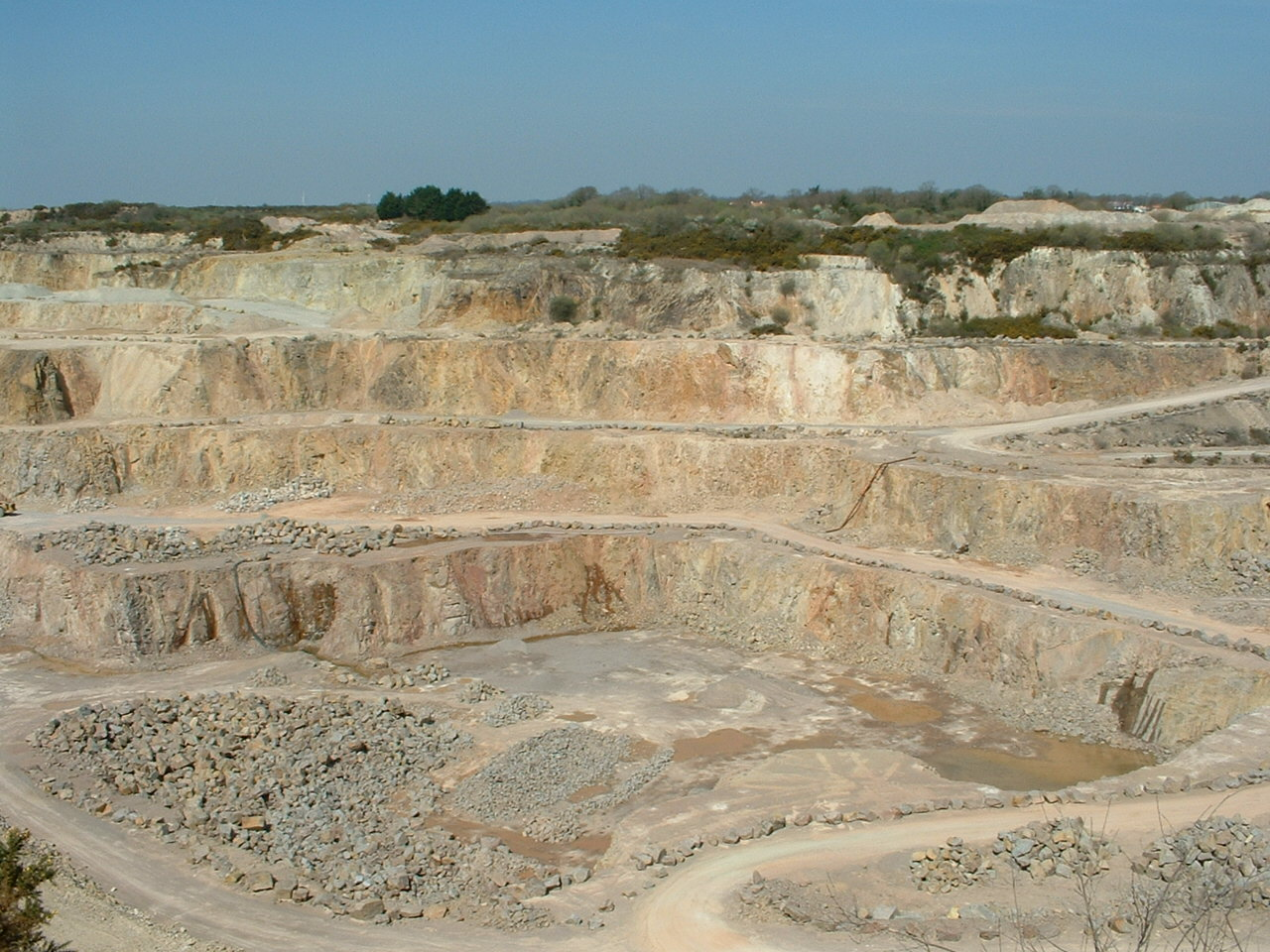
Steinbruch
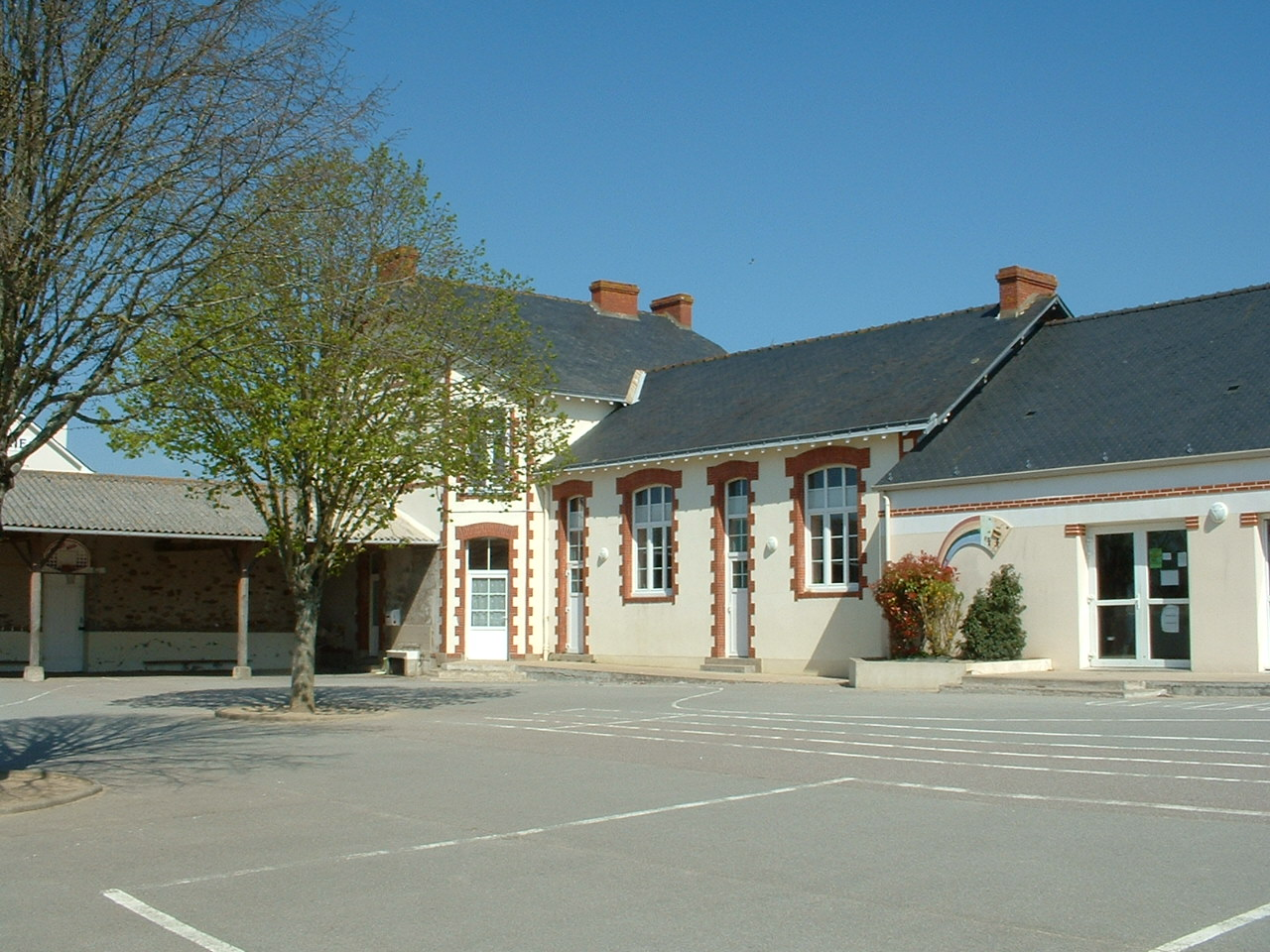
Schule
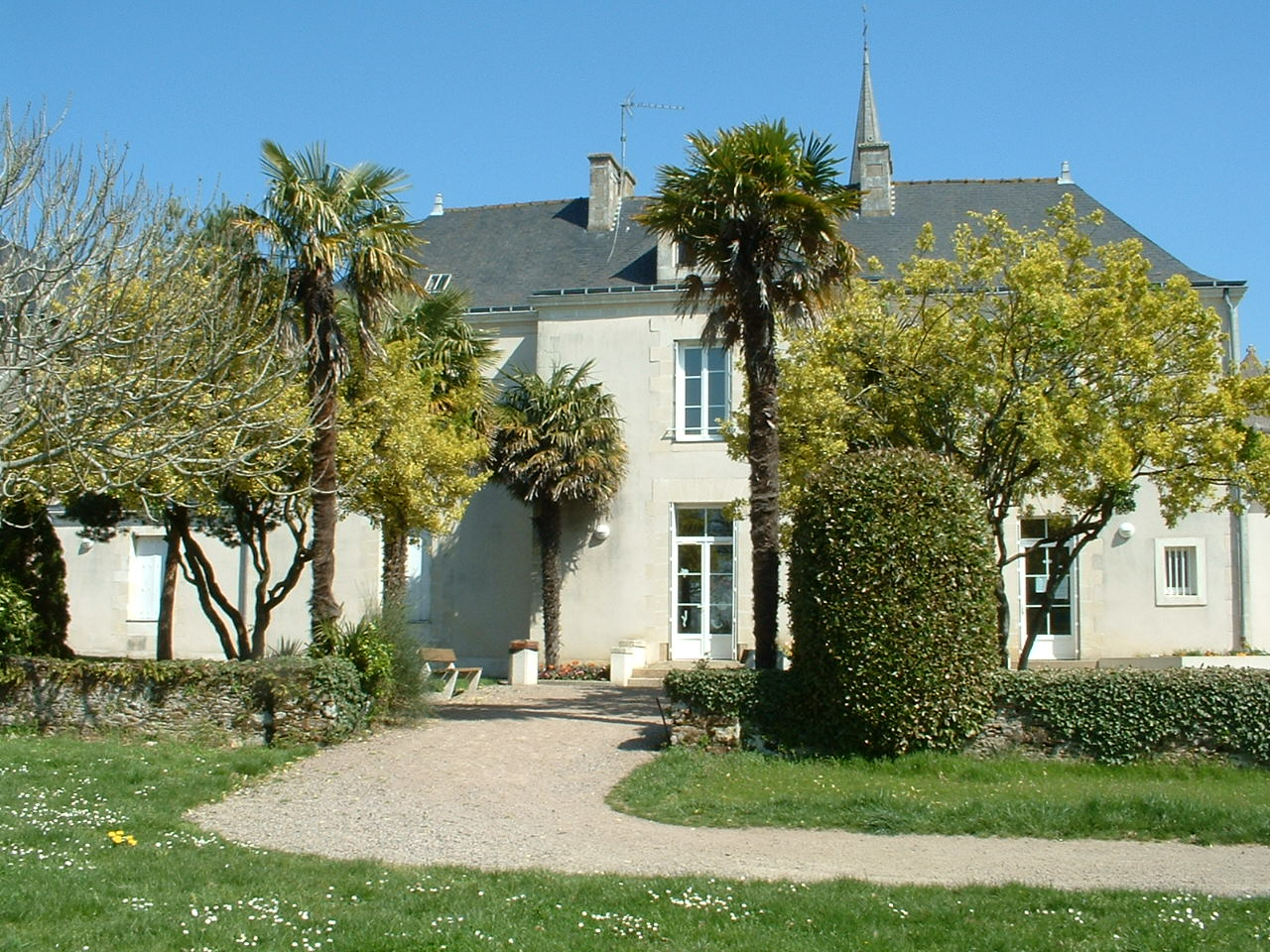
Bibliothek

## Gemeindepartnerschaft
Mit der irischen Gemeinde Killala im County Mayo besteht seit 1998 eine Partnerschaft.